# Sebastian Ristow
Sebastian Ristow (* 1967) ist ein deutscher Archäologe mit Arbeitsschwerpunkt im Schnittbereich der Provinzialrömischen, Frühchristlichen und Frühmittelalterlichen Archäologe.
Sebastian Ristow, Sohn des Archäologen Günter Ristow, studierte ab 1988 Christliche Archäologie, Vor- und Frühgeschichte, Historische Geographie, Klassische Archäologie und Kunstgeschichte an den Universitäten Bonn, Mainz und Köln. In Bonn erlangte er den Magistergrad und wurde 1997 bei Josef Engemann mit der Dissertation Frühchristliche Baptisterien promoviert. Es folgten Lehraufträge zur Archäologie der römischen Provinzen in Bonn und Köln. Für 1998/99 wurde ihm das Reisestipendium des Deutschen Archäologischen Instituts zugesprochen. Nach der Rückkehr nach Deutschland arbeitete Ristow bis 2000 an der Kölner Domgrabung mit. Danach war er der verantwortliche Redakteur für den archäologischen Bereich des Reallexikons für Antike und Christentum sowie verantwortlich für die Antikensammlung des Franz Joseph Dölger-Instituts zur Erforschung der Spätantike der Universität Bonn. 2006 kuratierte er die Ausstellung „Von den Göttern zu Gott. Frühes Christentum im Rheinland“ im Rheinischen Landesmuseum Bonn.
Seit 2006 ist Ristow freiberuflicher Archäologe. 2011 bis 2013 war er an der Ausstellung CREDO – Christianisierung Europas im Mittelalter in Paderborn beteiligt, 2012 an der Ausstellung Königinnen der Merowinger im Archäologischen Museum Frankfurt und der Domschatzkammer Köln, von 2011 bis 2014 arbeitete er im Auftrag der RWTH Aachen Altgrabungen im Bereich von Dom und Pfalz auf. 2008 habilitierte er sich für das Fach Archäologie der römischen Provinzen an der Universität Köln mit einer Arbeit zum Thema Christianisierung und die Frage nach Kontinuität und Diskontinuität im spätantiken und fränkischen Rheinland. Seit 2011 ist er Mitwirkender des WissenschaftsCampus Mainz Byzanz zwischen Orient und Okzident, seit 2014 ist er Archäologe bei der Archäologischen Zone Köln. Er lehrt als Privatdozent an der Universität zu Köln.
2006 war er Gründungsmitglied der Arbeitsgemeinschaft Spätantike und frühes Mittelalter (AGSFM). 2006 wurde ihm der Offermann-Hergarten-Preis zur Förderung besonderer geisteswissenschaftlicher Leistungen an der Universität zu Köln zuerkannt, 2008 der Köln-Preis für die Arbeit zu St. Pantaleon in Köln. Seit 2011 leitet Ristow die deutsche Sektion im internationalen Forschungsverbund Corpus Architecturae Religiosae Europae (CARE). Er ist Mitherausgeber der Schriftenreihe Studien zu Spätantike und Frühmittelalter. Ristow steuerte Beiträge für Der Neue Pauly, das Lexikon des Mittelalters, das Biographisch-Bibliographische Kirchenlexikon sowie das Personenlexikon zur Christlichen Archäologie bei.
Ristows Hauptinteressensgebiete sind die spätantike und frühmittelalterliche Archäologie, speziell Byzanz zwischen Orient und Okzident, die Kontinuität antiker Strukturen, die Christianisierung und das frühe Judentum im Rhein-Maas-Gebiet in Spätantike und Frühmittelalter, die Frühchristliche Kirchenarchäologie, daneben auch die Archäologie der Regionen Kleinasien, Nordafrika und des Rheinlandes, Kölns und von Mainz sowie von Aachen, sowohl in der Spätantike als auch die Geschichte der karolingerzeitlichen Pfalz in Aachen.

## Publikationen (Auswahl)
- Frühchristliche Baptisterien (= Jahrbuch für Antike und Christentum. Ergänzungsband 27). Aschendorff, Münster 1998, ISBN 3-402-08111-3.
- Die frühen Kirchen unter dem Kölner Dom. Befunde und Funde vom 4. Jahrhundert bis zur Bauzeit des Alten Domes (= Studien zum Kölner Dom. Band 9). Verlag Kölner Dom, Köln 2002, ISBN 3-922442-43-9.
- Herausgeber: Neue Forschungen zu den Anfängen des Christentums im Rheinland (= Jahrbuch für Antike und Christentum. Ergänzungsband Kleine Reihe 2). Aschendorff, Münster 2004, ISBN 3-402-08190-3.
- Frühes Christentum im Rheinland. Die Zeugnisse der archäologischen und historischen Quellen an Rhein, Maas und Mosel. Rheinischer Verein für Denkmalpflege und Landschaftsschutz/Aschendorff, Köln/Münster 2007, ISBN 978-3-86526-010-9 / ISBN 978-3-402-08121-1.
- Die Ausgrabungen von St. Pantaleon in Köln. Archäologie und Geschichte von römischer bis karolingisch-ottonischer Zeit (= Zeitschrift für Archäologie des Mittelalters. Beiheft 21). Habelt, Bonn 2009, ISBN 978-3-7749-3585-3.
- Herausgeber mit Orsolya Heinrich-Tamaska und Niklot Krohn: Dunkle Jahrhunderte in Mitteleuropa? Tagungsbeiträge der Arbeitsgemeinschaft Spätantike und Frühmittelalter 1. Rituale und Moden (Xanten, 8. Juni 2006) 2. Möglichkeiten und Probleme archäologisch-naturwissenschaftlicher Zusammenarbeit (Schleswig, 9.–10. Oktober 2007) (= Studien zu Spätantike und Frühmittelalter. Band 1). Kovac, Hamburg 2009, ISBN 978-3-8300-4175-7.